# 柔軟の湖
柔軟の湖(Lacus Lenitatis)は、Terra Niviumにある小さな月の海である。この湖の月面座標は、北緯14.0°、東経12.0°で、直径は80kmである。